# Ernst van Brunswijk-Göttingen
Ernst van Brunswijk-Göttingen (circa 1305 - 24 april 1367) was van 1344 tot aan zijn dood hertog van Brunswijk-Göttingen en van 1344 tot 1345 Brunswijk-Wolfenbüttel. Hij behoorde tot het huis Welfen.

## Levensloop
Ernst was de jongste zoon van hertog Albrecht II van Brunswijk-Göttingen en diens echtgenote Rixa, dochter van heer Hendrik I van Werle. Nadat zijn vader in 1318 was overleden, nam zijn oudste broer Otto de regering van de hertogdommen Brunswijk-Wolfenbüttel en Brunswijk-Göttingen over. 
Na het overlijden van Otto in 1344 erfden Ernst en zijn oudere broer Magnus I beide hertogdommen, waarna ze hun gezamenlijke domeinen in 1345 onderling verdeelden. Hierbij behield Ernst het hertogdom Brunswijk-Göttingen. Rond het jaar 1364 gaf Ernst een deel van zijn regeringswerkzaamheden door aan zijn zoon Otto I.
Tijdens zijn bewind leefde Ernst grotendeels in vrede met zijn buurlanden en had hij allianties met veel van hen. Er was enkel een korte oorlog tussen het hertogdom Brunswijk-Göttingen en het prinsbisdom Hildesheim.
In 1367 stierf Ernst en volgde zijn zoon Otto hem op als hertog van Brunswijk-Göttingen.

## Huwelijken en nakomelingen
In 1339 huwde Ernst met Elisabeth (overleden in 1390), dochter van landgraaf Hendrik II van Hessen. Uit dit huwelijk zijn zes kinderen bekend, waaronder zijn opvolger Otto I (1340-1394) en een jongere zoon die toetrad tot de clerus.